# 垓
垓（がい）は漢字文化圏における数の単位の一つ。垓がいくつを示すかは時代や地域により異なるが、現在一般的に行われている万進法では 1020 を示す（100,000,000,000,000,000,000）。

## 概要
先秦の文献では108を意味した。例えば『国語』には「出千品・具万方・計億事・材兆物・収経入・行姟極。」（鄭語。経は京、姟は垓に同じ）と言い、その注に「万万曰姟」と言っている。また、「百姓・千品・万官・億丑・兆民・経入・畡数、以奉之。」（楚語下、畡は垓に同じ）とも言う。これを「下数」という。後に行われた「上数」では、垓は京 (1032) の京倍で 1064 を指した。「中数」の万万進では京 (1024) の億倍で 1032、万進では京 (1016) の万倍で 1020 となるが、下数以外で「垓」が出現することはほとんどない。
日本では江戸時代に万進に統一されたので 1020 となり、かつて日本統治下にあった台湾・韓国でも 1020 となった。ただし、いずれの国でも京以上の命数が使われることは稀であり、通常は指数表記が使われる。
中華人民共和国では、近代まで万進と万万進が混用されており、また「億」より大きな命数についてはあまり使われなかった。1020をどのように表現すべきかは意見の一致を見ないが、科学的用途には指数表記がなされるのであまり問題にはならない。
垓の位および前後の位の命数は以下のようになる。上数は数が非常に多いので、一部のみを表示している。
| 下数 | 下数 | 万進（現在） | 万進（現在） | 万万進 | 万万進 | 上数  | 上数         |
| ---- | ---- | ------------ | ------------ | ------ | ------ | ----- | ------------ |
| 107  | 京   | 1016         | 一京         | 1024   | 一京   | 1032  | 一京         |
| 108  | 垓   | —            | —            | —      | —      | —     | —            |
| 109  | 𥝱   | 1019         | 千京         | 1031   | 千万京 | 1063  | 千万億兆京   |
| —    | —    | 1020         | 一垓         | 1032   | 一垓   | 1064  | 一垓         |
| —    | —    | 1021         | 十垓         | 1033   | 十垓   | —     | —            |
| —    | —    | 1022         | 百垓         | 1034   | 百垓   | 1096  | 一京垓       |
| —    | —    | 1023         | 千垓         | 1035   | 千垓   | —     | —            |
| —    | —    | 1024         | 一𥝱         | 1036   | 一万垓 | 10127 | 千万億兆京垓 |
| —    | —    | —            | —            | 1037   | 十万垓 | 10128 | 一𥝱         |
| —    | —    | —            | —            | 1038   | 百万垓 |       |              |
| —    | —    | —            | —            | 1039   | 千万垓 |       |              |
| —    | —    | —            | —            | 1040   | 一𥝱   |       |              |

## 使用例
- 3つの立方数の和が3となる3つ目の例

{\displaystyle 569936821221962380720^{3}+(-569936821113563493509)^{3}+(-472715493453327032)^{3}=3}
x = 5垓6993京6821兆2219億6238万720
y = -5垓6993京6821兆1135億6349万3509
z = -47京2715兆4934億5332万7032
- 最小の6倍完全数は1垓5434京5556兆0857億7064万9600である。
- 世界で発行された最も高額な紙幣は1垓ペンゲー紙幣である。発行はされなかったが、10垓ペンゲー紙幣も製造されていた。
- 観測可能な宇宙における銀河の数は1000億個以上であり、恒星の総数はおよそ700垓個ほどであると見積もられている[2]。